# XXVI з'їзд Комуністичної партії Радянського Союзу (алмаз)
XXVI з'їзд КПРС (рос. XXVI съезд КПСС) — необроблений алмаз масою 342,57 карат лимонно-жовтого кольору, найбільший дорогоцінний алмаз, коли-небудь знайдений в Росії чи на території колишнього Радянського Союзу, і один з найбільших у світістаном на  2016.
Коштовність була видобута на кімберлітовій трубці «Мир» (Якутія, Далекосхідний федеральний округ) 23 грудня 1980 року і названа на честь 26-го з'їзду Комуністичної партії Радянського Союзу, який відкрився 23 лютого 1981 року.
Зберігається в Російському алмазному фонді (Московський Кремль).